# Tinus van Beurden

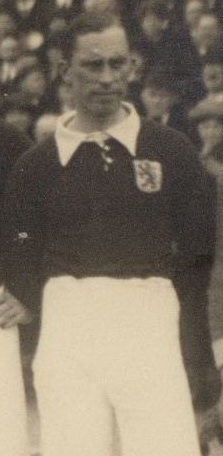
Tinus van Beurden (1920)

Martinus Cornelis Maria „Tinus“ van Beurden (* 30. April 1893 in Tilburg; † 29. Mai 1950; auch Harry van Beurden) war ein niederländischer Fußballspieler. Er spielte von 1910 bis 1926 für Willem II; in dieser Zeit wurde er mehr als 126-mal in der ersten Mannschaft der Tilburger eingesetzt, wobei er 47 Tore erzielte. 1916 wurde er mit den Nordbrabantern als erste Mannschaft aus der Provinz niederländischer Meister. Van Beurden konnte variabel auf allen Positionen eingesetzt werden und stand sogar als Torhüter auf dem Platz; am effektivsten spielte er als Linksaußen.
Am 5. April 1920 in Amsterdam debütierte er ebenso wie Dick MacNeill, Eduard van Roessel, Jan de Natris, Jan van Dort und Herman van Diermen in der niederländischen Nationalmannschaft. Damit war er der erste Nationalspieler von Willem II. Das Länderspiel gegen Dänemark gewann die Elftal mit 2:0; van Beurden, im Sturm auf seiner Lieblingsposition auf Linksaußen eingesetzt, konnte jedoch keinen Treffer erzielen. Während alle anderen Debütanten weitere Einsätze in Oranje hatten, blieb es van Beurdens einziges Länderspiel; allerdings gehörte er in allen folgenden Spielen des Jahres 1920 als Ersatzspieler zum Kader der Niederländer, darunter bei den Olympischen Spielen in Belgien, bei denen das Team die Bronzemedaille gewann.
In den Aufstellungslisten dieser Spiele auf der Website des KNVB wird er unter seinem richtigen Namen, in anderen Statistiken als Harry van Beurden geführt.